# AM-938
AM-938是一种有机化合物，化学式C
27H
40O
4，属于一种AM系列大麻素，可看作是HU-210的6β-取代衍生物，能作为镇痛药。